# Tarkastad
Tarkastad ist eine Stadt in der südafrikanischen Provinz Ostkap. Sie ist Verwaltungssitz der Gemeinde Enoch Mgijima im Distrikt Chris Hani.

## Geographie
Tarkastad hat, zusammen mit dem Township Zola, 6059 Einwohner (Volkszählung 2011). Tarkastad liegt in der Großen Karoo. Der Ort ist von bis zu 1680 Meter hohen Bergen umgeben. Zu ihnen gehört die beiden markanten Erhebungen Martha und Mary.
Der Tarka River (afrikaans: Tarkarivier) fließt durch die Stadt und von dort westwärts zum Great Fish River (Groot Vis-Rivier). Südlich der Stadt liegen die bis 2371 Meter hohen Winterberge.

## Geschichte
Bis zur Besiedlung durch weiße Siedler lebten San in der Region, die zahlreiche Felsmalereien hinterließen. Gegen Ende des 18. Jahrhunderts siedelten sich Buren an. Tarkastad wurde 1862 Sitz einer Kirchengemeinde. Der Name beruht eventuell auf dem Khoikhoi-Wort traka, „Frauen“; stad steht im Afrikaans für „Stadt“. Zwei Jahre später erhielt der Ort den Gemeindestatus. Rund 24 Kilometer nordnordwestlich fand 1901 im Zweiten Burenkrieg auf einer Passhöhe die „Schlacht am Elands River“ statt, bei der unter anderem Lieutenant Sheridan starb, ein Cousin des späteren britischen Premierministers Winston Churchill.

## Wirtschaft und Verkehr
Durch Tarkastad führen die Regionalstraßen R61 (Cradock–Queenstown) in West-Ost-Richtung und R344 von Sterkstroom im Norden bis Adelaide im Süden. Die R401 zweigt nordwestlich von Tarkastad von der R61 ab und führt nach Hofmeyr.

## Persönlichkeiten
- Steve Biko (1946–1977), Begründer des Black Consciousness Movement, geboren in Tarkastad